# George Yonashiro
George Yonashiro (jap. 与那城 ジョージ, Yonashiro Jōji; * 28. November 1950 in São Paulo, Brasilien) ist ein ehemaliger japanischer Fußballspieler.

## Nationalmannschaft
1985 debütierte Yonashiro für die japanische Fußballnationalmannschaft. Yonashiro bestritt zwei Länderspiele.

## Errungene Titel
- Japan Soccer League: 1983, 1984
- Kaiserpokal: 1984

## Persönliche Auszeichnungen
- Japan Soccer League Best Eleven: 1979, 1980, 1981, 1983, 1984